# Woldemar Toppelius
Woldemar Teodor Toppelius, född 11 juli 1858 på Volga vid Kostroma, död 12 oktober 1933 i Helsingfors, var en finländsk major och målare.
Han var son till statsrådet Fredrik Toppelius och Anna Magilansky och från 1888 gift med Marga Kiseleff. Toppelius studerade vid Finska Konstföreningens ritskola i Helsingfors 1880–1885 och privat för Hjalmar Munsterhjelm i Helsingfors han fortsatte därefter sina konststudier för Peder Severin Krøyer i Köpenhamn 1890–1895 samt under ett stort antal studieresor till Paris, England och Italien. Han var bosatt i Berlin och Weimar 1900–1914 och i Stockholm 1914–1918. Sedan 1887 medverkade han årligen i Finska Konstföreningens utställningar i Helsingfors och i Skånes konstförenings utställningar i Malmö 1914–1916, Svenska konstnärernas förenings utställning i Stockholm 1909 och utställningar arrangerade av Konstföreningen för södra Sverige. Tillsammans med Begliot Florell von Delling ställde han ut på Lunds universitets konstmuseum 1916. Hans konst består av havs- och skärgårdslandskap ofta med förlagorna hämtade från den svenska västkusten. Toppelius är representerad vid Ateneum i Helsingfors och Tammerfors konstmuseum.